# 무성 치 치측 마찰음
무성 치 치측 마찰음(無聲齒齒側摩擦音)은 자음의 하나로 이에서 조음되는 무성 치측 마찰음이다.

## 발음의 예
- 티베트어: ཙ, ཚ, ས에서 이 소리가 난다.